# Benny Safdie
Benjamin Safdie (nascido em 24 de fevereiro de 1986)  é um cineasta, editor de filmes e ator americano. Ele e seu irmão mais velho, Josh, dirigiram os filmes "Só Deus sabe" de 2014, "Bom comportamento" de 2017 e "Joias Brutas" de 2019. Em transição para a atuação, o Safdie foi indicado ao Independent Spirit Award de Melhor Ator Coadjuvante por seu papel em "bom comportamento" e, desde então, assumiu papéis em filmes como Licorice Pizza (2021), Crescendo Juntas e Oppenheimer (os dois feitos em 2023). Ele também foi co-criador, co-escritor e estrelou a série de televisão The Curse (2023).